# Biserica romano-catolică din Arbore

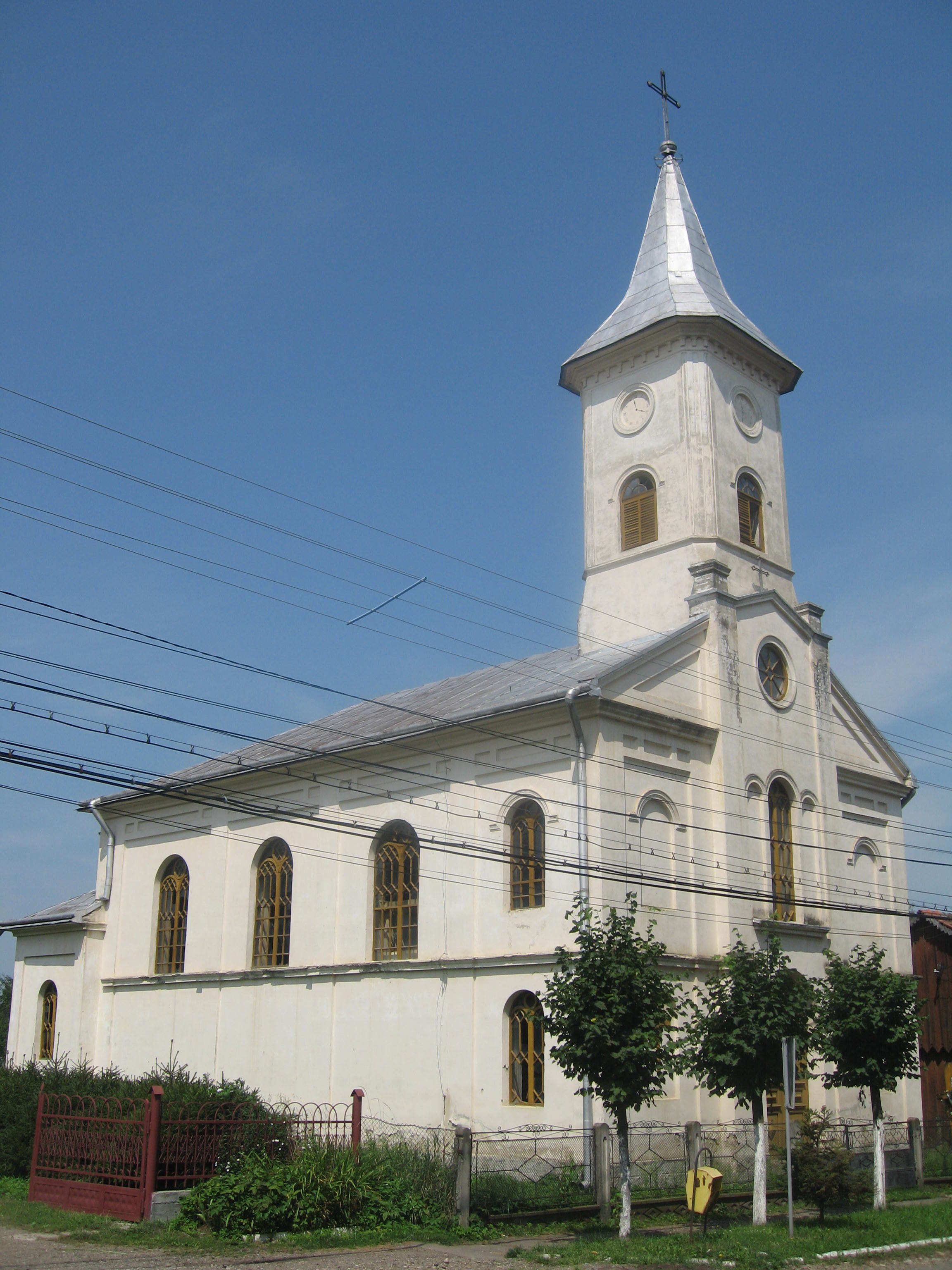
Biserica romano-catolică din Arbore

Biserica "Nașterea Sfintei Fecioare Maria" din Arbore este o biserică romano-catolică construită în anul 1902 în satul Arbore din comuna omonimă (județul Suceava). Ea se află de-a lungul drumului care face legătura între orașele Câmpulung Moldovenesc și Rădăuți. 

## Comunitatea germană din Arbore
După anexarea Bucovinei de către Imperiul Habsburgic (1775), autoritățile austriece au adus aici coloniști de origine germană, care proveneau din diverse regiuni ale imperiului și din landurile germane. Primii coloniști germani au sosit la Arbore (în germană Deutsch-Arbora) în anul 1787, ei fiind originari din Renania, Bavaria și Baden-Württemberg.
Comunitatea germană a continuat să crească până în 1918. Satul avea învățători care predau copiilor în limba germană, dar abia în 1901 s-a deschis o școală germană cu 5 clase. Etnicii germani au construit și biserici: o biserică catolică (1902) și una evanghelică luterană (1912). 
După Unirea Bucovinei cu România (1918), numărul germanilor din Arbore s-a menținut constant. În anul 1930, populația satului Arbore (care făcea parte din Plasa Arbore a județului Suceava) era de 5.941 locuitori, dintre care 5.214 români (87,76%), 609 germani (10,25%), 107 evrei (1,80%), 10 ruteni și 1 cehoslovac.  După religie, locuitorii satului erau grupați astfel: 5.167 ortodocși (86,97%), 422 romano-catolici (7,10%), 193 evanghelici (luterani) (3,24%), 107 mozaici (1,80%), 12 baptiști, 4 adventiști și 36 fără religie (liber-cugetători). 
Etnicii germani au fost mutați în anul 1940 în zone ocupate de Germania Nazistă. România și Germania au încheiat o convenție prin care statul român se obliga să achite despăgubiri pentru fiecare clădire în parte, inclusiv pentru terenurile și pădurile germanilor care au emigrat.
Din rândul comunității romano-catolice din Arbore a provenit pr. Francisc (Franz) Gaschler (1887-?). El a urmat studii teologice la Universitatea din Lemberg (1911-1914) și la Universitatea din Viena (1914-1915), fiind sfințit preot la Viena la 10 august (după alte surse 14 august) 1915. A activat ca vicar (octombrie 1915 - iunie 1921), administrator parohial (9 iunie 1921 - 30 aprilie 1922), vicar (30 aprilie 1922 - 15 mai 1923) și din nou administrator parohial la Rădăuți (15 mai 1923 - 3 noiembrie 1924), administrator spiritual pentru Luisenthal (Fundu Moldovei) (1924-1929), paroh la Vatra Dornei (28 august 1929 - 1937) și Solca (1937-1940). A emigrat în Germania în 1940.

## Biserica romano-catolică din Arbore
Biserica romano-catolică din Arbore a fost construită în anul 1902 de către comunitatea germanilor de religie catolică din satul Arbore (în germană Deutsch-Arbora), aflat pe atunci în Ducatul Bucovinei. La momentul acela, în satul Arbore locuiau mulți etnici germani. Biserica a fost construită în centrul localității, la șosea. Ea are hramul Nașterea Sfintei Fecioare Maria (sărbătorit la 8 septembrie).
Soții Josef și Paulina Gröss au donat în 1903 trei clopote, care fuseseră confecționate de atelierul lui Peter Hilzer din Wiener Neustadt. Pe clopote se află următoarea inscripție: "Peter Hilzer, K.u.K. – Hof Glocken-Gießer in der Wiener Neustadt 1903". 
După datele Recensământului general al populației României din 29 decembrie 1930, în satul Arbore locuiau 422 credincioși romano-catolici. Aceștia reprezentau o pondere de 7,10% din populația localității.  Marea majoritate a lor era de etnie germană.
În noiembrie 1940, membrii familiilor Gebert și Tomaschewski, care făceau parte din consiliul bisericii, au luat cele trei clopote menționate anterior și le-au depozitat în cutii. Aceste cutii au fost transportate cu trenul, prin Ungaria și Austria, într-o tabără de refugiați din regiunea sudetă. Acolo au stat timp de doi ani și jumătate ambalate în cutii, cât timp familiile respective și-au avut reședința în acea tabără. După expulzarea agricultorilor francezi din Alsacia și Lorena de către naziști, membrii familiilor Gebert și Tomaschewski au fost mutați acolo în 1943, în casele părăsite. Fiind nevoiți să fugă în septembrie 1944 ca urmare a apropierii frontului, refugiații nu au putut lua cu ei și clopotele. Familia Gebert s-a stabilit în Rheinhessen, iar familia Tomaschewski în Saarland. Aflați în vizită la mormântul bunicului lor din Alsacia și Lorena, Hilde Morgenthaler, născută Gebert, și verișorul ei, Franz Schmidt din Stein-Bockenheim, s-au interesat de clopote și le-au găsit. Un clopot se afla în turnul școlii din Analdshofen (azi Ajoncourt), un altul într-o biserică din Fossingen (azi Fossieux), iar clopotul cel mai greu în mănăstirea de acolo. În anul 1966, s-a construit Biserica „Sf. Cruce” (Heilig-Kreuz-Kirche) din Wonsheim (landul Renania-Palatinat, Germania). Cum aceasta ducea lipsă de clopote, Hilde Morgenthaler i-a adus la cunoștință preotului-paroh Leon din Fürfeld de situația celor trei clopote. După o serie de obstacole birocratice, s-au obținut actele de trecere peste frontieră a clopotelor. Hilde Morgenthaler, împreună cu fratele Ferdinand Gebert și cu verișorul Franz Schmidt, au transportat clopotele cu două mașini în Germania. Clopotele au fost restaurate de turnătoria F.W.Schilling din Heidelberg și amplasate în turnul Bisericii „Sf. Cruce” din Wonsheim. 
Până în 1940, biserica din Arbore a fost filială a Parohiei Solca. Aceasta a fost desființată în anii '40 ai secolului al XX-lea, ca urmare a imigrării enoriașilor catolici germani în Germania. În timpul războiului, pr. Jósef Kledzik, paroh de Solonețu Nou (1939-1942), a păstorit și comunitățile romano-catolice din Solca și Arbore. 
În perioada regimului comunist, numărul credincioșilor romano-catolici din Arbore s-a micșorat în mod continuu, majoritatea lor emigrând în Germania.
În prezent, Biserica romano-catolică din Arbore este filială a Parohiei „Coborârea Sfântului Duh” din Solonețu Nou. În această biserică sunt celebrate liturghii foarte rar, din cauza lipsei de credincioși romano-catolici din localitate.

## Imagini

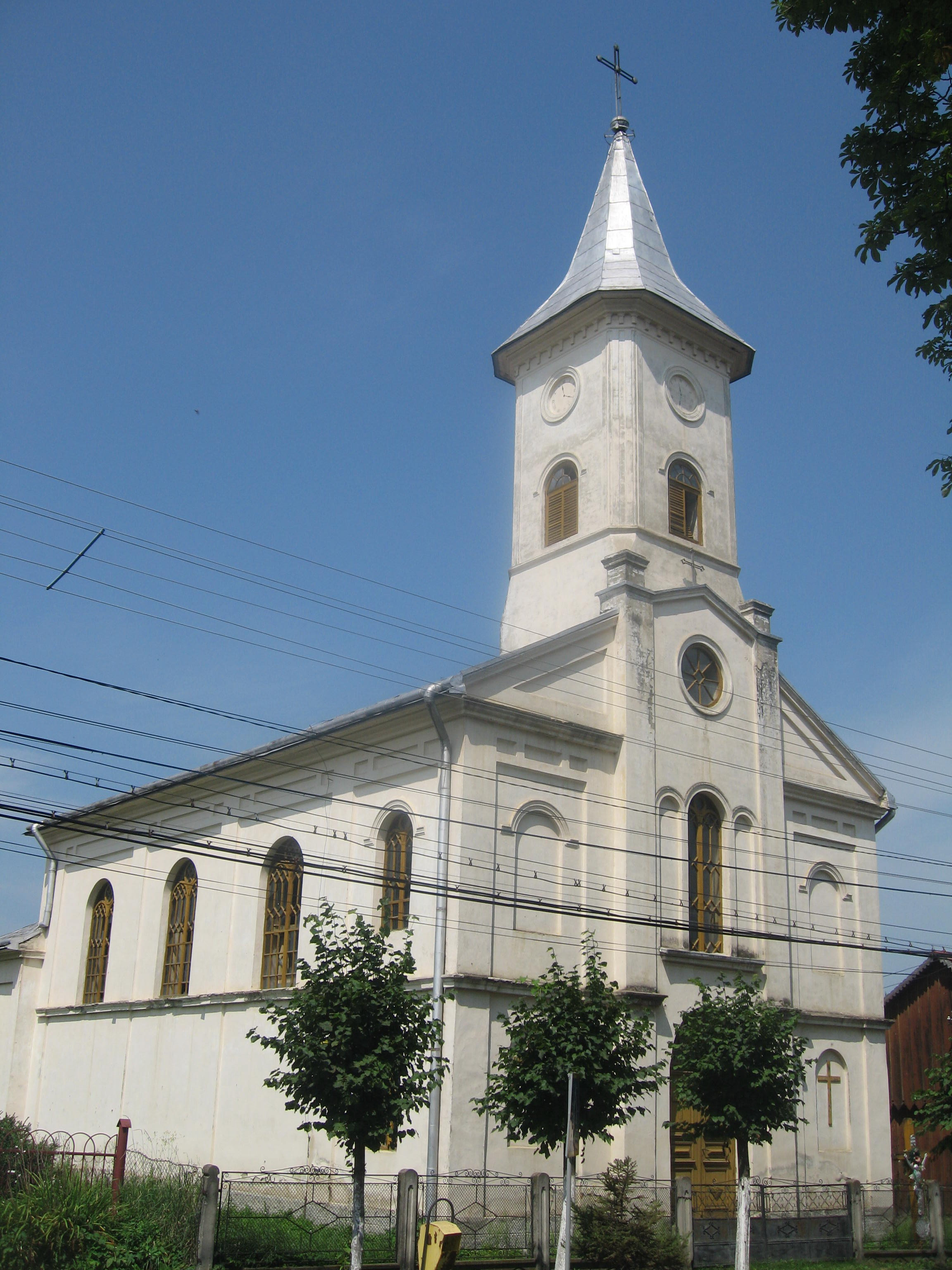
Biserica romano-catolică din Arbore
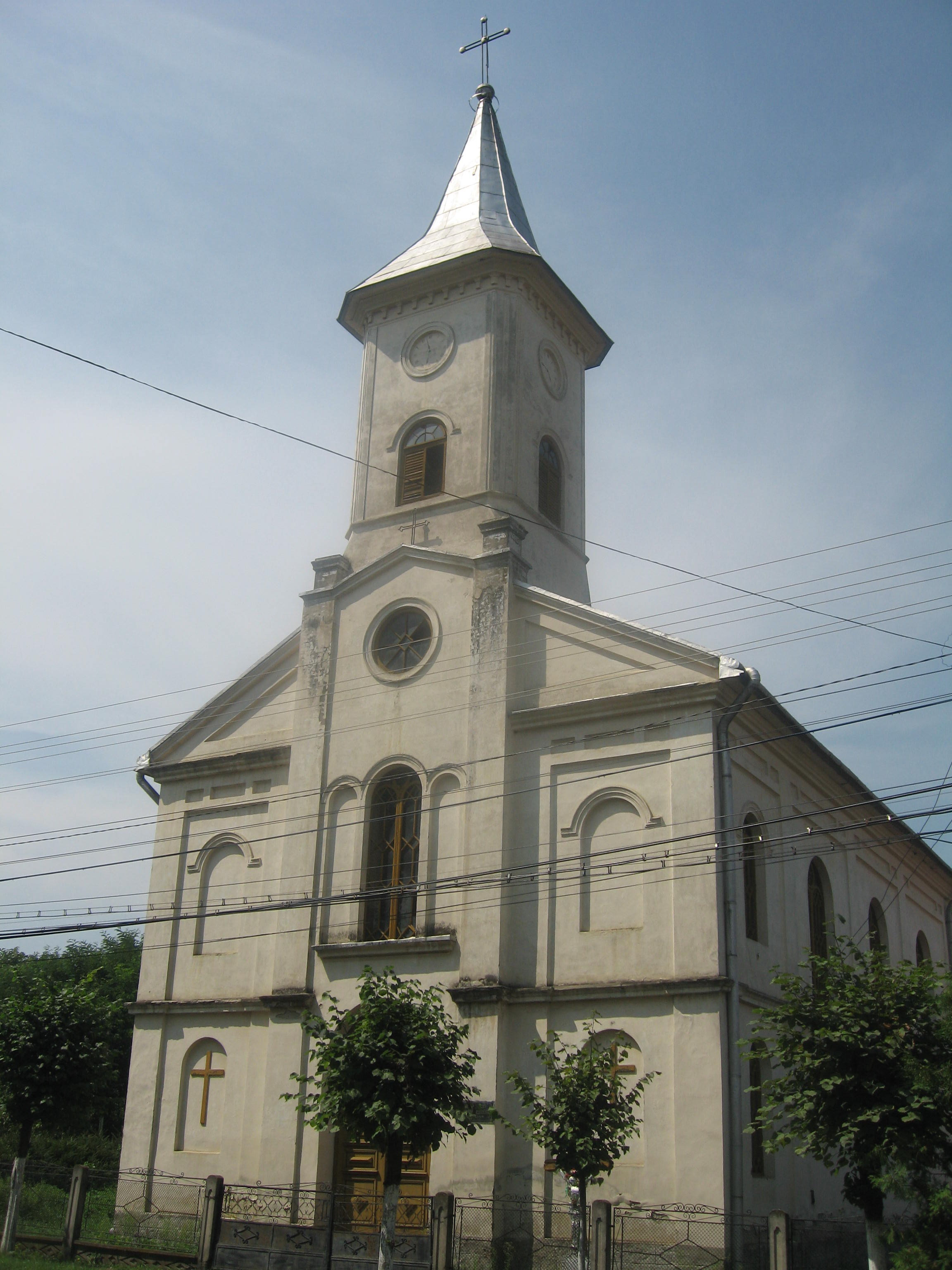
Biserica romano-catolică din Arbore